# 835 Олівія
835 Олівія (835 Olivia) — астероїд головного поясу, відкритий 23 вересня 1916 року.
Тіссеранів параметр щодо Юпітера — 3,179.